# Актай, Ясин
Ясин Актай (20 февраля 1966, Сиирт )  — турецкий ученый и политик.
Заместитель председателя Партии справедливости и развития, отвечающий за международные отношения и права человека. ГНАТ.  Является главным советником председателя партии.  Входит в число четырех основателей Фонда «Справедливость и демократия».